# Walther Stephan (Historiker)
Walther Stephan (* 10. März 1873 in Berlin; † 18. Februar 1959 in Eutin) war ein Historiker und Staatsarchivar.

## Leben
Walther Stephan war ein Sohn von Oskar Stephan (1838–1908), Chemiker und Fabrikbesitzer in Berlin und seiner Ehefrau Marie Helene Fides Kersten. Er studierte in Freiburg, Leipzig, München, Berlin und Marburg, wo er 1902 in Marburg mit der Arbeit „Beiträge zum Urkundenwesen des Bistums Osnabrück vom. XI. bis XIII. Jahrhundert“ promovierte. Anschließend trat er im neu gegründeten Staatsarchiv Danzig als Archivvolontär in den Dienst der preußischen Archivverwaltung und war dort, abgesehen von einem Jahr Tätigkeit im Geheimen Staatsarchiv in Berlin, von 1903 bis 1914 tätig. Zu Beginn des Ersten Weltkriegs wurde er eingezogen und stand für die Dauer des Krieges an der Ostfront. Anschließend war er kommissarisch in Berlin tätig und erledigte im Auftrag des Finanzministeriums eine Arbeit über westpreußische Forste.
Zum Januar 1921 wurde er an das Staatsarchiv Schleswig versetzt. 1931 wurde er dort als Archivdirektor Nachfolger von Paul Richter. Gegenüber dem Nationalsozialismus hat sich Stephan keineswegs distanziert und die antisemitisch motivierte Sippenforschung unterstützt. Im April 1938 ging er in den Ruhestand. Er stimmte jedoch bereits 1939 zu, dass er im Kriegsfall die Vertretung des eingezogenen Archivleiters übernehmen könne. Dieser Fall trat im September 1943 ein. Stephan wurde erneut mit der Leitung des Staatsarchivs Schleswig betraut, bis er 1944 die Vertretung aufgab.
Stephan veröffentlichte zahlreiche Arbeiten zur Geschichte Danzigs bzw. Westpreußens und Schleswig-Holsteins.

## Schriften (Auswahl)
- Beiträge zum Urkundenwesen des Bistums Osnabrück vom XI. bis XIII. Jahrhundert. Diss. Marburg 1902.
- Die Straßennamen Danzigs (= Quellen und Darstellungen zur Geschichte Westpreußens, Bd. 7). Saunier, Danzig 1911.
- (Mitautor): Urkunden der Komturei Tuchel. Handfesten und Zinsbuch (= Quellen und Darstellungen zur Geschichte Westpreußens, Bd. 6–8). Saunier, Danzig 1911.
- (mit Max Bär): Die Ortsnamenänderungen in Westpreußen gegenüber dem Namenbestande der polnischen Zeit. Kafemann, Danzig 1912.
- Beiträge zur Geschichte der Gottorfer Hof- und Staatsverwaltung von 1544-1659. Bd. 3: Gottorfer Beamte und Hofgesinde 1544-1648 (= Quellen und Forschungen zur Geschichte Schleswig-Holsteins, Bd. 15). Wachholtz, Neumünster 1928.
- Jürgen Wullenwever (= Hansische Volkshefte, H. 17). Friesen-Verlag, Bremen 1929.
- Die ältesten Karten der Insel Helgoland und die Errichtung des ersten dortigen Leuchtfeuers im Jahre 1630. In: Zeitschrift der Gesellschaft für Schleswig-Holsteinische Geschichte Bd. 60 (1931), S. 96–101.
- Die zur Erschließung des Levante-Handels von dem Gottorfer Gesandten Dr. Cornelius Vinck 1622/23 unternommene Reise nach Südfrankreich, Italien und Algier. In: Zeitschrift für Schleswig-Holsteinische Geschichte, Bd. 60 (1931), S. 72–95.
- Das Wappen der Landschaft Nordfriesland. In: Zeitschrift der Gesellschaft für Schleswig-Holsteinische Geschichte, Bd. 60 (1931), S. 505–518.
- Das holsteinische Nesselblatt, seine Herkunft und Bedeutung. In: Zeitschrift der Gesellschaft für Schleswig-Holsteinische Geschichte, Bd. 61 (1931), S. 1–15.
- Kosakenwinter in Emkendorf. In: Nordelbingen, Bd. 15 (1939), S. 425–452.
- Historischer Bericht über die Eigentums- und Hoheitsrechte Holsteins und Hamburgs an der Alster. In: Zeitschrift der Gesellschaft für Schleswig-Holsteinische Geschichte, Bd. 76 (1952), S. 82–140.
- Die historische Wappen Schleswig-Holsteins und seiner Landschaften. Wachholtz, Neumünster 1953.
- Danzig. Gründung und Strassennamen (= Wissenschaftliche Beiträge zur Geschichte und Landeskunde Ost-Mitteleuropas, Bd. 14). Johann Gottfried Herder-Institut, Marburg 1954.
- Die Berichte des dänischen Gesandten am Berliner Hofe, Graf Heinrich Friedrich v. Baudissin aus den Jahren 1785-1787. In: Nordelbingen, Bd. 26 (1958), S. 218–227
- Stephan, Walther. Publikationen in der bibliografischen Datenbank der Regesta Imperii.